# 眉山公園
34°4′1.2″N 134°32′1.3″E / 34.067000°N 134.533694°E
眉山公園是位於日本德島縣德島市眉山的城市公園，為賞櫻及看德島市區夜景的景點，占地240,403平方公尺，由德島市政府委託公益財團法人德島市公園綠地管理公社負責經營管理。 
公園中有眉山纜車可直接從眉山下的阿波舞會館抵達公園內的展望台，展望台在晴朗時可以看到淡路島的諭鶴羽山及位於本州和歌山縣的和泉山脈。
公園內設有紀念晚年定居於德島市的葡萄牙作家慕拉士的紀念館－慕拉士館及紀念第二次世界大戰中戰死者的佛塔和平紀念塔。

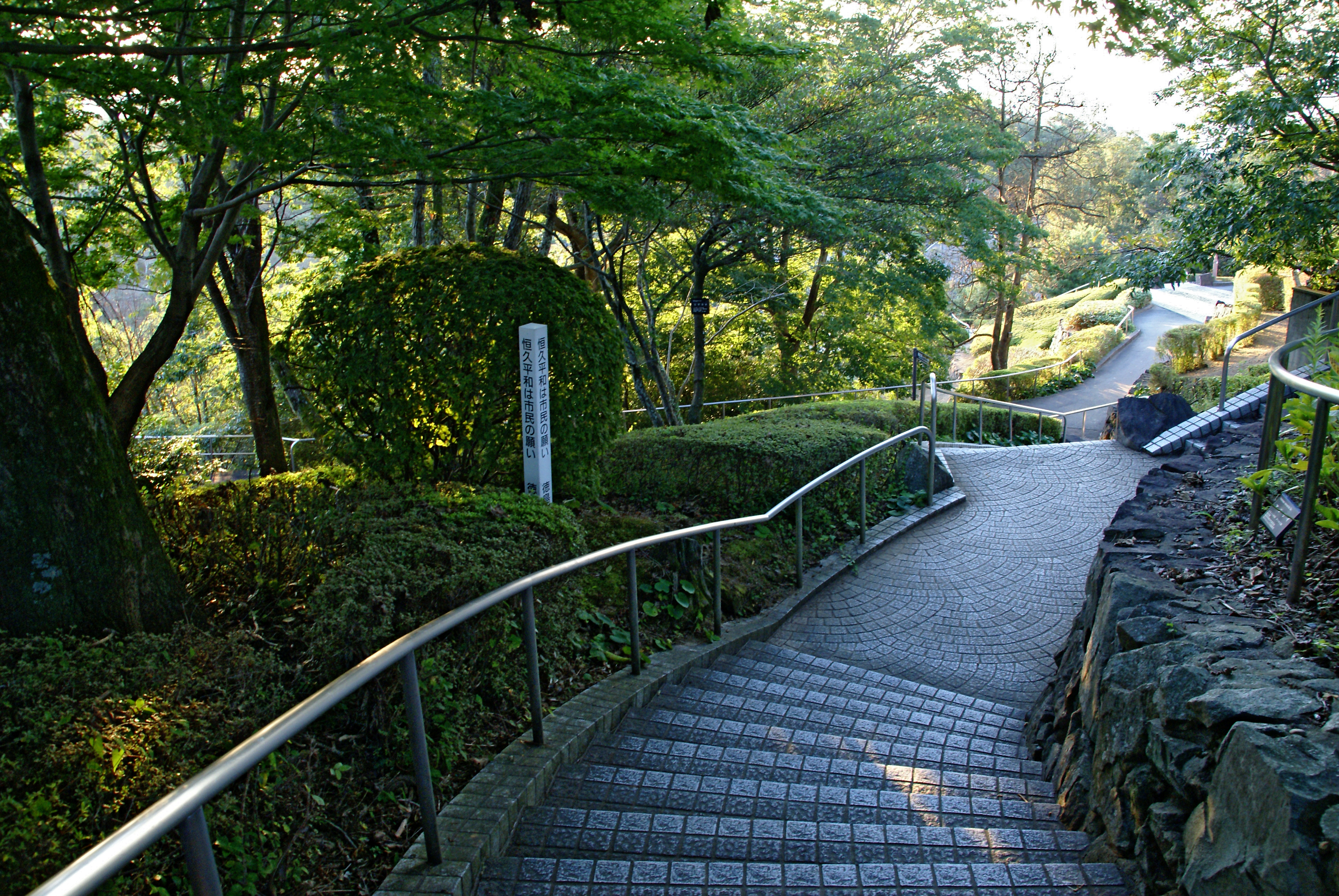
眉山公園內的步道
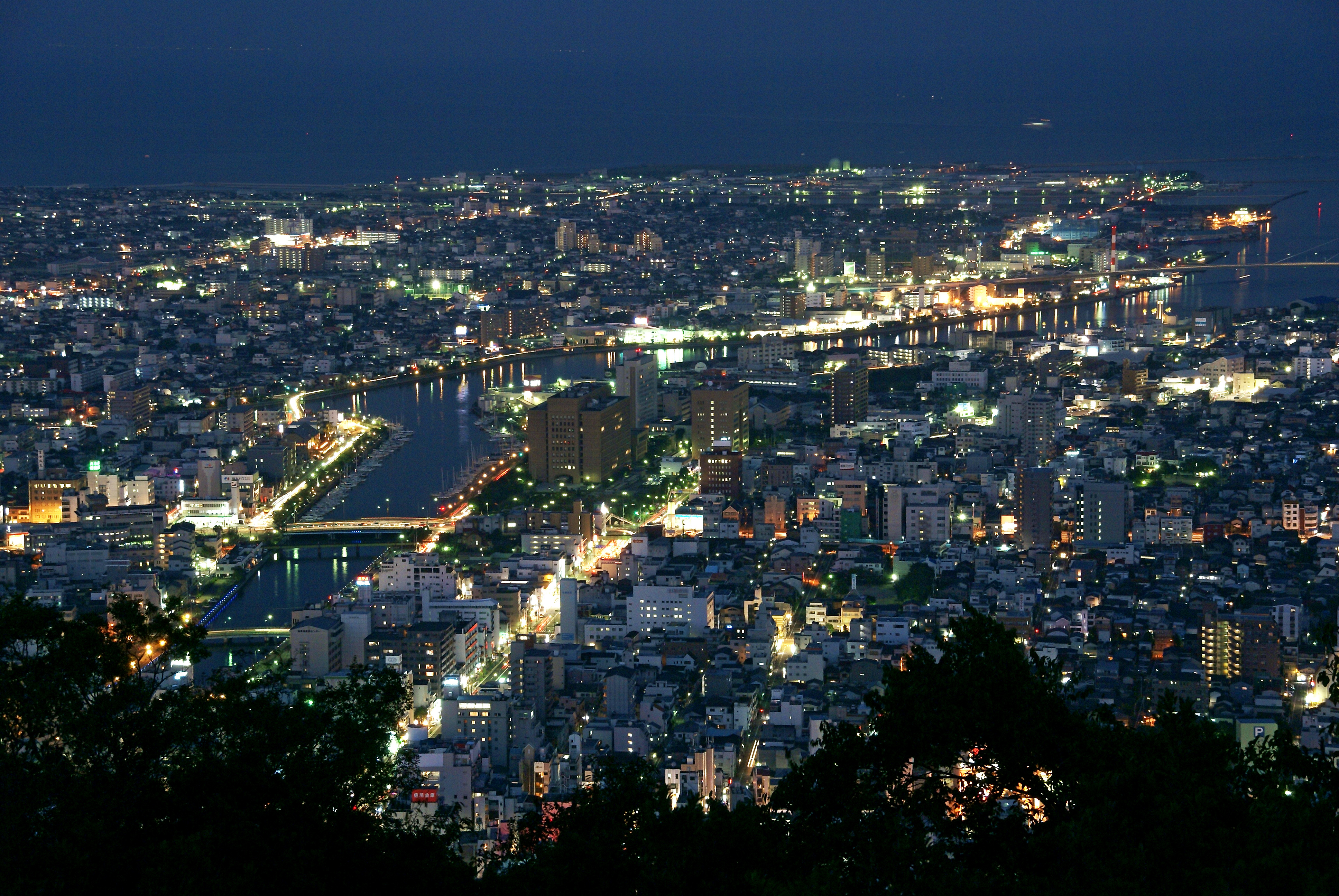
從眉山公園的展望台所看見的德島市市區夜景
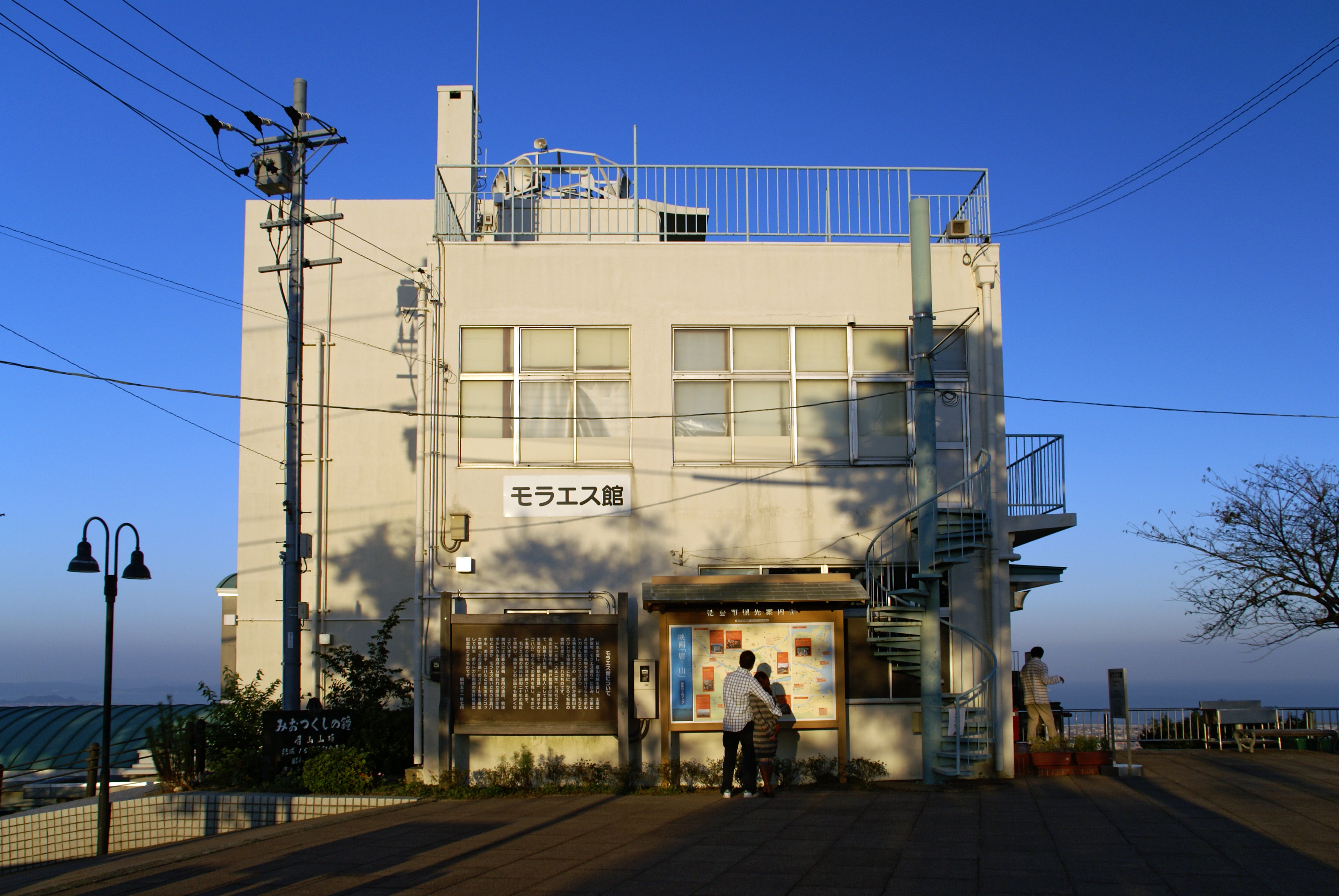
眉山公園內的慕拉士館
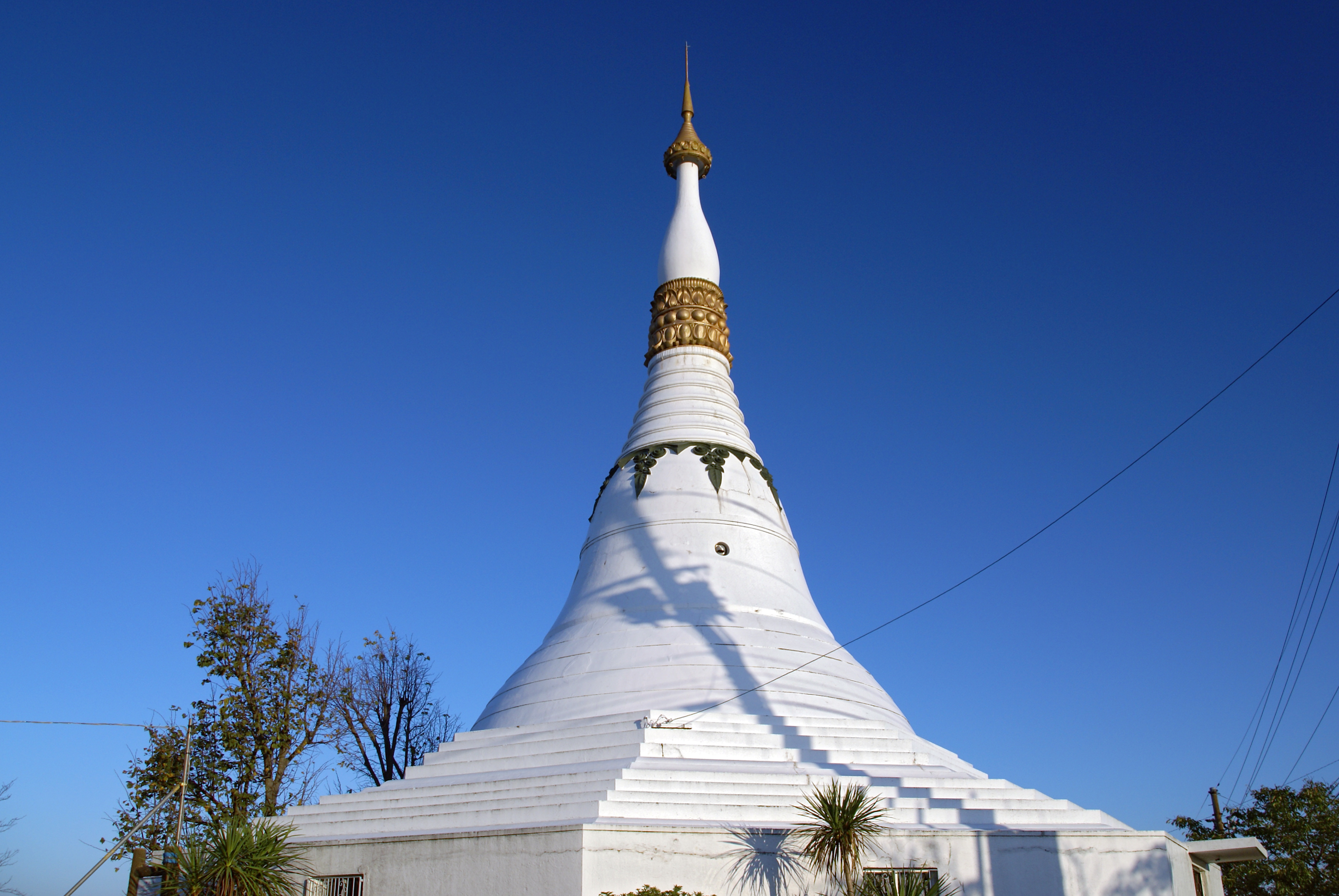
眉山公園內的佛塔和平紀念塔

## 外部連結
- （日語） 眉山公園 （页面存档备份，存于） - 德島市政府網頁